# Python Imaging Library
Python Imaging Library (abreviado para PIL) é uma biblioteca da linguagem de programação Python que adiciona suporte à abertura e gravação de muitos formatos de imagem diferentes.

## Formatos de Imagens
Alguns dos formatos suportados são o PNG, TIFF, BMP, EPS e GIF.
Também é possível criar novos decodifidores de arquivo para expandir a biblioteca em formatos de imagens acessíveis.

## Pacotes que usam o PIL
Há muitos pacotes que usam o PIL para fazer manipulação de imagens. Alguns exemplos são:
- Numeric Python, uma biblioteca da linguagem que adiciona suporte para matrizes e arrays grandes e multi-dimensionais.
- SciPy, uma biblioteca de rotinas científicas e numéricas.

## Instalação
Instalação no Linux
Procure o pacote python-imaging. Em geral:
```
   apt-get install python-imaging
```

Instalação no Windows
Há um instalador EXE Aqui[1]. Antes de baixar verifique a versão do seu Python. 

## Exemplo de código
```
from
 
PIL
 
import
 
Image
,
 
ImageDraw
,
 
ImageFont

def
 
escreve
():

    
imagem
 
=
 
"original.jpeg"
,
 
# Nome da imagem original 

    
texto
 
=
  
"teste com PIL"
,
 
# Texto a inserir na imagem de cor cinza

    
imagem_final
 
=
 
"arquivo_final.jpeg"
 
# Resultado da imagem

    
img
 
=
 
Image
.
open
(
imagem
)
.
convert
(
"RGB"
)

    
write
 
=
 
Image
.
new
(
"RGB"
,
 
(
img
.
size
[
0
],
 
img
.
size
[
1
]))

    
draw
 
=
 
ImageDraw
.
ImageDraw
(
img
)

    
size
 
=
 
0

    
while
 
True
:

        
size
 
+=
1

        
FONT_win
 
=
 
"C:\WINDOWS\Fonts\Vera.ttf"

        
nextfont
 
=
 
ImageFont
.
truetype
(
FONT_win
,
 
size
)

        
nexttextwidth
,
 
nexttextheight
 
=
 
nextfont
.
getsize
(
text
)

        
if
 
nexttextwidth
+
nexttextheight
/
3
 
>
 
write
.
size
[
0
]:

            
break

        
font
 
=
 
nextfont

        
textwidth
,
 
textheight
 
=
 
nexttextwidth
,
 
nexttextheight

    
draw
.
setfont
(
font
)

    
draw
.
text
(((
write
.
size
[
0
]
-
textwidth
)
/
55
,
 
(
write
.
size
[
0
]
-
textheight
)
/
55
),
 
texto
,
 
fill
=
(
120
,
120
,
120
))

    
img
.
save
(
imagem_final
)

    

if
 
__name__
 
==
 
'__main__'
:

    
escreve
()

```